# Francesco Lepre
Francesco Lepre (Roma, 27 de abril de 1975) es un deportista italiano que compitió en judo. Ganó una medalla de oro en el Campeonato Europeo de Judo de 2004, en la categoría de –90 kg.

## Palmarés internacional
| Campeonato Europeo | Campeonato Europeo | Campeonato Europeo | Campeonato Europeo |
| Año                | Lugar              | Medalla            | Categoría          |
| ------------------ | ------------------ | ------------------ | ------------------ |
| 2004               | Bucarest (Rumania) | Medalla de oro     | –90 kg             |